# Le Labyrinthe (Papyrus)
Pour les articles homonymes, voir Le Labyrinthe.
Le Labyrinthe est le 13e album de la série de bande dessinée Papyrus de Lucien De Gieter. L'ouvrage est publié en 1990.

## Résumé
Papyrus et Théti admirent un prince Crêtois se battre contre un taureau : mais une seconde d'inattention envoie périr le jeune homme ! 
Papyrus, attristé par ce décès, est contraint d'affronter la vengeance du père du prince. Papyrus, accompagné d'une jeune fille muette, affronte le terrifiant Minotaure dans un labyrinthe faramineux.

## Personnages principaux
- Papyrus
- Théti